# دالي دوكينز
دالي دوكينز (بالإنجليزية: Dale Dawkins)‏ هو لاعب كرة قدم أمريكي، ولد في 30 أكتوبر 1966 في فيرو بيتش ‏ في الولايات المتحدة. لعب مع Miami Hurricanes football ‏.

## وصلات خارجية
- دالي دوكينز على موقع مرجع كرة القدم المحترفة.كوم (الإنجليزية)
- دالي دوكينز على موقع كلية كرة القدم في سبورتس رفرنس.كوم (الإنجليزية)